# Тагиев, Мубариз Гусейн оглы
Мубариз Гусейн оглы Тагиев (азерб. Mübariz Hüseyn oğlu Tağıyev; род. 31 января 1948, Ереван) — советский и азербайджанский эстрадный певец. Народный артист Азербайджана (2006).

## Биография

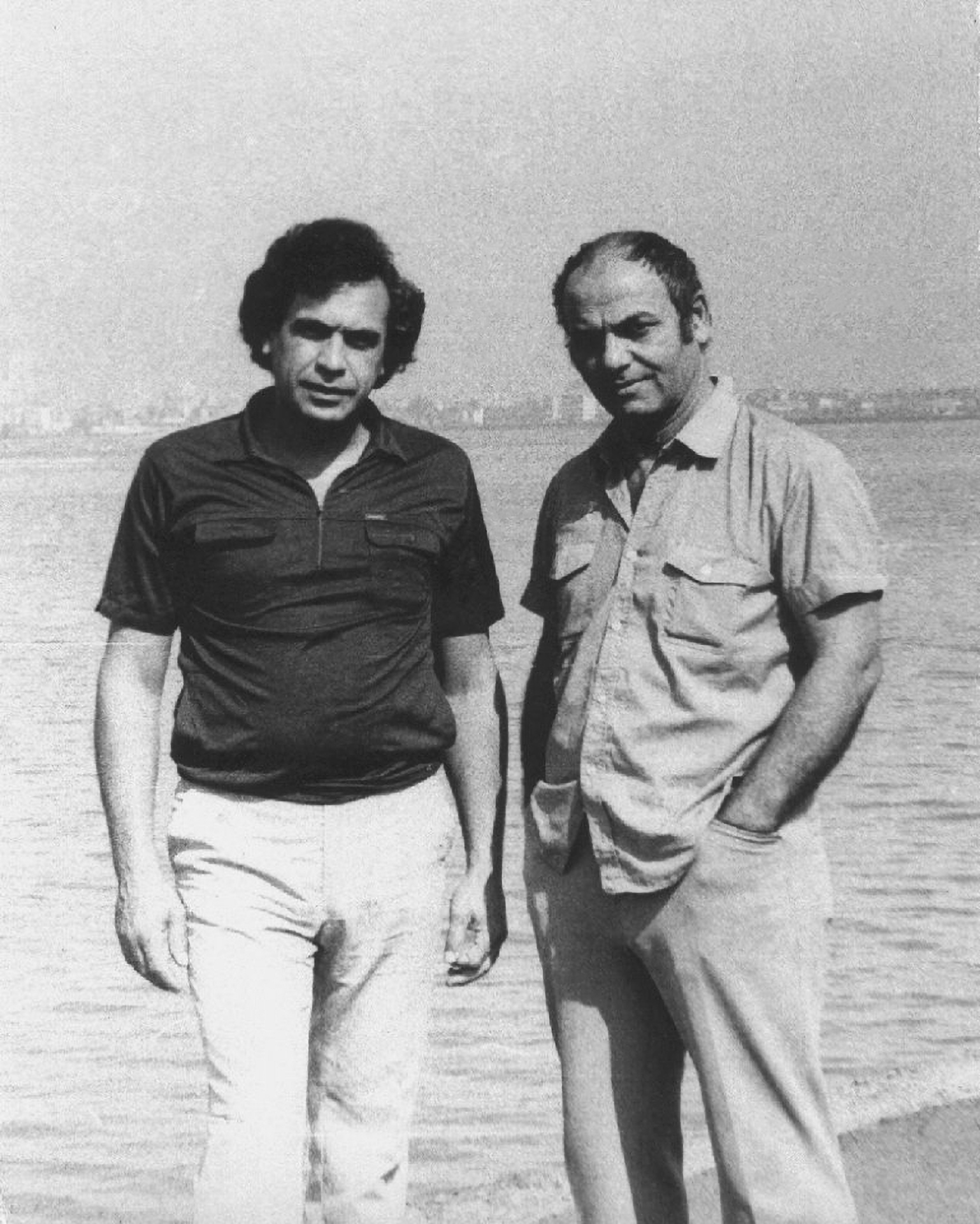
Мубариз Тагиев и Рафик Бабаев

Мубариз Тагиев родился 31 января 1946 года в городе Ереван. Отец Тагиева был кеманчистом, а мать журналисткой.
В 1972 году вместе с семьёй переехал в Баку.
В 2000 году Мубариз Тагиев получил почётное звание Заслуженного артиста Азербайджана, а в 2006 году — звание Народного артиста Азербайджана. В 2012 году за вклад в развитие азербайджанской культуры Тагиеву была присуждена персональная пенсия Президента Азербайджана.

### Личная жизнь
Мубариз Тагиев был дважды женат, от второго брака есть две дочери.

## Песни
Мубариз Тагиев исполняет песни в жанрах джаз, рок и поп.
Песни исполненные Тагиевым звучали в фильмах «Джин в микрорайоне» (азерб. «Cin mikrorayonda»), «Только ты» (азерб. «Bircəciyim»), «Обручальное кольцо» (азерб. «Bəxt üzüyü»).
Мубариз Тагиев спел песню «Музыка моей души» (на музыку Ильгама Абдуллаева и слова Александра Грича) на четвертом промежуточном выпуске «Песни-87» в Баку 3 октября 1987 года.